# Literarne vaje
Literarne vaje so dijaški list, ki je izhajal v Trstu, prvo številko so izdali v šolskem letu 1949/1950. Literarne vaje so bile mesečnik dijakov slovenskih srednjih šol na Tržaškem in Goriškem, zadnji letnik je izhajal v šolskem letu 1978/1979.
Pobudo za Literarne vaje je dal prof. Rudolf Fajs. V Trstu je v šolskem letu 1949–50 ustanovil revijo Literarne vaje kot glasilo razredov, v katerih je poučeval slovenščino. Že druga številka lista je zajela vso srednjo šolo Ivan Cankar pri Sv. Jakobu. Prvi letnik revije je prof. Fajs natipkal kar sam (v treh izvodih), naslednji letnik je bil razmnožen v 300 izvodih, po tretjem letu so bile Literarne vaje že tiskane za vse slovenske srednje in strokovne šole na Tržaškem, nekoliko pozneje tudi na Goriškem. Profesorji na slovenskih višjih srednjih šolah so spodbujali dijake, da bi svoje boljše proste spise, poezije, risbe in lesoreze, kakšno raziskavo ali eseje objavljali v reviji, ki je bila zelo popularna in večkrat prava odskočna deska za marsikoga, ki je kasneje izbral literarno pot v življenju. Uredniški odbor so sestavljali razni profesorji, od leta 1953 do konca leta 1979 je list urejal Martin Jevnikar, ki je zelo skrbno pazil, da so bili objavljeni prispevki na dobrem nivoju.